# 空気のビタミン
空気のビタミン（くうきのビタミン）とは、空気中に存在するとされる、酸素以外の人体に有用とされる架空の物質。
その起源は、18世紀の室内空気質の悪化原因のひとつで、ラボアジェは人体から発生する二酸化炭素が原因であるとする考えを発表し、19世紀中頃にペッテンコッフェルが二酸化炭素の増加や酸素の減少ではなく人体から発生する有機物を主張した。
農業分野でも18世紀の中頃から20世紀の初め頃にわたり、電界への暴露と収量の増加に関する研究が行われ、19世紀の終わり頃に発見された空気イオンの作用も指摘された。
血圧を下げ、ぜんそくおよび皮膚病、疲労回復に効果を示すと言われる陰イオンが空気のビタミンと喧伝され、抗酸化物質としての性質からマイナスイオンが呼ばれる例もある。これを供給する空気清浄機も存在し、空気のビタミンとしてのマイナスイオンはエッセンシャルオイルのマイクロミストにより大量に発生するとも言われ、空気のビタミンを生物に不可欠とうたった商品に消費者庁により措置命令が出された例もある。
現在では室内空気質の悪化は、熱環境や有害物質によるものと解明され、また空気中に含まれる元素・分子の分析が進み、それぞれの人体への影響の検証などから、必須の物質という仮説は否定されている。